# Liga LEB Oro 2020-21
La LEB Oro 2020-21 fue la 25.ª temporada de la segunda liga española de baloncesto. Comenzó el 16 de octubre de 2020 con la primera jornada de la temporada regular y finalizó el 20 de junio de 2021 con el Río Breogán coronándose campeón y consiguiendo la única plaza de ascenso a la Liga ACB.
Fue la temporada siguiente tras la suspensión de la temporada 2019-20 a consecuencia de la pandemia COVID-19. La liga se amplió a 19 equipos, récord de la liga, y se dividió en dos grupos por primera vez en su historia. El 27 de agosto de 2020, la  FEB y la ACB acordaron un plan de apoyo a la liga destinado a paliar los efectos de la pandemia COVID-19, así como a garantizar la retransmisión de todos los partidos de la liga. El total de estas ayudas ascendió a un millón de euros y fueron repartidos equitativamente entre los 19 clubes inscritos en la LEB Oro durante la temporada 2020-21.

## Cambios de formato
En esta temporada, la primera fase de la liga, Liga Regular, se conformó con dos grupos, A y B, formados por 9 y 10 equipos, respectivamente. Al final de la primera fase, los cinco mejores equipos de cada grupo se integraron en el grupo de clasificación y el resto de equipos conformaron el grupo por la permanencia en la categoría. En la segunda fase se mantuvieron los resultados de los equipos que previamente habían jugado entre sí durante la primera fase, para así evitar cuatro enfrentamientos entre los mismos equipos antes de que finalizase la segunda fase. Finalizada la segunda fase, los siete mejores equipos del grupo de clasificación, junto con el mejor equipo del grupo por la permanencia, se clasificaron para los playoffs en busca de la única plaza de ascenso a la Liga ACB y los últimos cuatro equipos del grupo por la permanencia descencideron a la LEB Plata.

## Equipos

### Promoción y descenso (pretemporada)
Un total de 19 equipos compitieron en la liga; los 16 equipos de la temporada 2019-20 junto con los tres equipos ascendidos de la LEB Plata. El 21 de julio de 2020, Marín Ence PeixeGalego no se inscribió en la liga.
Equipos ascendidos de LEB Plata
- Real Murcia
- Bàsquet Girona
- Tizona Universidad de Burgos

### Estadios y ciudades
| Equipo                             | Ciudad     | Pabellón                      | Capacidad |
| ---------------------------------- | ---------- | ----------------------------- | --------- |
| CB Almansa con Afanion             | Almansa    | Municipal                     | 1,500     |
| Bàsquet Girona                     | Gerona     | Fontajau                      | 5,500     |
| Cáceres Patrimonio de la Humanidad | Cáceres    | Multiusos Ciudad de Cáceres   | 6,500     |
| Covirán Granada                    | Granada    | Palacio de Deportes           | 7,242     |
| Destino Palencia                   | Palencia   | Pabellón Municipal            | 5,000     |
| HLA Alicante                       | Alicante   | Pedro Ferrándiz               | 5,700     |
| Ibereólica Renovables Ourense      | Orense     | Pazo Paco Paz                 | 5,500     |
| ICG Força Lleida                   | Lérida     | Pavelló Barris Nord           | 6,100     |
| Río Breogán                        | Lugo       | Pazo dos Deportes             | 6,500     |
| Levitec Huesca                     | Huesca     | Palacio Municipal de Huesca   | 4,900     |
| Leyma Coruña                       | La Coruña  | Pazo dos Deportes de Riazor   | 5,000     |
| Liberbank Oviedo                   | Oviedo     | Polideportivo de Pumarín      | 1,138     |
| Melilla Sport Capital              | Melilla    | Pabellón Javier Imbroda Ortiz | 3,800     |
| Palmer Alma Mediterránea Palma     | Palma      | Son Moix                      | 3,800     |
| Real Murcia                        | Murcia     | Príncipe de Asturias          | 3,500     |
| Real Valladolid                    | Valladolid | Pisuerga                      | 6,800     |
| TAU Castelló                       | Castellón  | Pabellón Ciutat de Castelló   | 6,000     |
| Tizona Universidad de Burgos       | Burgos     | Polideportivo El Plantío      | 2,432     |
| ZTE Real Canoe NC                  | Madrid     | Polideportivo Pez Volador     | 800       |

### Entrenadores y patrocinio
| Equipo                             | Entrenador                | Marca de ropa | Patrocinador                |
| ---------------------------------- | ------------------------- | ------------- | --------------------------- |
| CB Almansa con Afanion             | Rubén Perelló             | Besten 10     | Afanion                     |
| Bàsquet Girona                     | Carles Marco              | Nike          |                             |
| Cáceres Patrimonio de la Humanidad | Roberto Blanco            | Besten 10     | Extremadura                 |
| Covirán Granada                    | Pablo Pin                 | Vive          | Supermercados Covirán       |
| Destino Palencia                   | Arturo Álvarez            | Kappa         | Palencia                    |
| HLA Alicante                       | Pedro Rivero              | Score Tech    | Grupo Hospitalario HLA      |
| Ibereólica Renovables Ourense      | Gonzalo García de Vitoria | 34ers         | Grupo Ibereólica Renovables |
| ICG Força Lleida                   | Gustavo Aranzana          | Joma          | ICG Software                |
| Río Breogán                        | Diego Epifanio            | Hummel        | Río de Galicia              |
| Levitec Huesca                     | David Gómez               | Barri-Ball    | Levitec, Aragón             |
| Leyma Coruña                       | Sergio García             | Wibo          | Leyma Natura                |
| Liberbank Oviedo                   | Natxo Lezkano             | Spalding      | Liberbank                   |
| Melilla Sport Capital              | Alejandro Alcoba          | Pentex        |                             |
| Palmer Alma Mediterránea Palma     | Pau Tomàs                 | Pentex        | Palmer Inmobiliaria         |
| Palmer Alma Mediterránea Palma     | Álex Pérez                | Pentex        | Palmer Inmobiliaria         |
| Real Murcia                        | Rafa Monclova             | Vive          | Terra Training              |
| Real Valladolid                    | Hugo López                | Adidas        | Aspasia-Clínica Sur         |
| TAU Castelló                       | Toni Ten                  | Score Tech    | TAU Cerámica                |
| Tizona Universidad de Burgos       | Jorge Elorduy             | Luanvi        | Ford Autocid                |
| ZTE Real Canoe NC                  | José Rey                  | Spalding      | ZTE                         |

### Cambios de entrenadores
| Equipo                         | Entrenador saliente    | Forma de salida          | Fecha               | Clasificación | Entrenador entrante | Fecha               |
| ------------------------------ | ---------------------- | ------------------------ | ------------------- | ------------- | ------------------- | ------------------- |
| Levitec Huesca                 | Guillermo Arenas       | Fin de contrato          | 15 de mayo de 2020  | Pre-temporada | David Gómez         | 16 de julio de 2020 |
| Bàsquet Girona                 | Àlex Formento          | Despedido                | 7 de junio de 2020  | Pre-temporada | Carles Marco        | 11 de junio de 2020 |
| Palmer Alma Mediterránea Palma | Félix Alonso           | Fin de contrato          | 8 de junio de 2020  | Pre-temporada | Pau Tomàs           | 8 de junio de 2020  |
| Palmer Alma Mediterránea Palma | Félix Alonso           | Fin de contrato          | 8 de junio de 2020  | Pre-temporada | Álex Pérez          | 8 de junio de 2020  |
| Destino Palencia               | Carles Marco           | Firma por Bàsquet Girona | 11 de junio de 2020 | Pre-temporada | Arturo Álvarez      | 15 de julio de 2020 |
| ZTE Real Canoe NC              | Miguel Ángel Aranzábal | Deja de entrenar         | 16 de julio de 2020 | Pre-temporada | José Rey            | 16 de julio de 2020 |

## Primera fase
Liga Regular a doble vuelta, todos contra todos, en cada uno de los Grupos A y B integrados por 9 y 10 equipos, respectivamente.

### Grupo A

#### Clasificación
| Pos                                                                         | Equipo                             | J  | G  | P  | PF   | PC   | Puntos |
| --------------------------------------------------------------------------- | ---------------------------------- | -- | -- | -- | ---- | ---- | ------ |
| 1                                                                           | Río Breogán                        | 16 | 13 | 3  | 1259 | 1122 | 29     |
| 2                                                                           | Leyma Coruña                       | 16 | 11 | 5  | 1213 | 1111 | 27     |
| 3                                                                           | Liberbank Oviedo Baloncesto        | 16 | 10 | 6  | 1269 | 1231 | 26     |
| 4                                                                           | Clínica Sur-Aspasia RVB            | 16 | 9  | 7  | 1322 | 1290 | 25     |
| 5                                                                           | Destino Palencia                   | 16 | 8  | 8  | 1178 | 1142 | 24     |
| 6                                                                           | Ibereólica Renovables Ourense      | 16 | 6  | 10 | 1195 | 1249 | 22     |
| 7                                                                           | Cáceres Patrimonio de la Humanidad | 16 | 5  | 11 | 1149 | 1248 | 21     |
| 8                                                                           | Melilla Sport Capital              | 16 | 5  | 11 | 1196 | 1272 | 21     |
| 9                                                                           | Tizona Universidad de Burgos       | 16 | 5  | 11 | 1251 | 1367 | 21     |
| Fuente: Federación Española de Baloncesto: Clasificación de la Liga LEB Oro |                                    |    |    |    |      |      |        |

#### Resultados
| Local \ Visitante           | CAC   | VLL   | PAL   | OUR   | BRE   | COR   | OVI    | MEL   | TIZ     |
| --------------------------- | ----- | ----- | ----- | ----- | ----- | ----- | ------ | ----- | ------- |
| Cáceres Patrim. Humanidad   | —     | 80–93 | 60–72 | 75–66 | 78–91 | 71–78 | 88–72  | 82–80 | 89–77   |
| Clínica Sur-Aspasia RVB     | 73–67 | —     | 73–66 | 89–87 | 70–80 | 67–78 | 102–84 | 89–84 | 100–108 |
| Destino Palencia            | 76–65 | 72–67 | —     | 87–69 | 65–76 | 66–76 | 78–81  | 81–50 | 71–85   |
| Ibereólica Renov. Ourense   | 73–67 | 78–88 | 75–68 | —     | 77–71 | 71–88 | 69–82  | 70–66 | 89–70   |
| Río Breogán                 | 76–63 | 87–82 | 84–76 | 79–71 | —     | 68–72 | 80–66  | 81–72 | 90–53   |
| Leyma Coruña                | 68–46 | 67–80 | 66–64 | 86–75 | 60–68 | —     | 62–60  | 93–71 | 83–88   |
| Liberbank Oviedo Baloncesto | 98–67 | 83–78 | 78–79 | 83–75 | 64–78 | 88–83 | —      | 82–76 | 90–73   |
| Melilla Sport Capital       | 74–75 | 77–80 | 58–71 | 81–70 | 74–67 | 78–75 | 72–80  | —     | 93–88   |
| Tizona Universidad Burgos   | 81–76 | 92–91 | 79–86 | 69–80 | 79–83 | 50–78 | 71–78  | 88–90 | —       |

### Grupo B

#### Clasificación
| Pos                                                                         | Equipo                         | J  | G  | P  | PF   | PC   | Puntos |
| --------------------------------------------------------------------------- | ------------------------------ | -- | -- | -- | ---- | ---- | ------ |
| 1                                                                           | TAU Castelló                   | 18 | 14 | 4  | 1437 | 1337 | 32     |
| 2                                                                           | Covirán Granada                | 18 | 12 | 6  | 1413 | 1314 | 30     |
| 3                                                                           | Palmer Alma Mediterránea Palma | 18 | 11 | 7  | 1417 | 1395 | 29     |
| 4                                                                           | HLA Alicante                   | 18 | 11 | 7  | 1436 | 1364 | 29     |
| 5                                                                           | CB Almansa con Afanion         | 18 | 10 | 8  | 1390 | 1354 | 28     |
| 6                                                                           | Bàsquet Girona                 | 18 | 9  | 9  | 1404 | 1386 | 27     |
| 7                                                                           | ICG Força Lleida               | 18 | 9  | 9  | 1369 | 1366 | 27     |
| 8                                                                           | Real Murcia Baloncesto         | 18 | 6  | 12 | 1283 | 1349 | 24     |
| 9                                                                           | Levitec Huesca                 | 18 | 5  | 13 | 1259 | 1371 | 23     |
| 10                                                                          | ZTE Real Canoe N.C.            | 18 | 3  | 15 | 1294 | 1466 | 21     |
| Fuente: Federación Española de Baloncesto: Clasificación de la Liga LEB Oro |                                |    |    |    |      |      |        |

#### Resultados
| Local \ Visitante              | GIR    | ALM   | GRA     | ALI   | LLE   | HUE   | PLM    | MUR    | CAS   | CAN    |
| ------------------------------ | ------ | ----- | ------- | ----- | ----- | ----- | ------ | ------ | ----- | ------ |
| Bàsquet Girona                 | —      | 78–89 | 81–66   | 77–83 | 86–70 | 67–50 | 80–83  | 75–63  | 72–74 | 87–62  |
| CB Almansa con Afanion         | 84–55  | —     | 64–89   | 93–99 | 80–71 | 83–80 | 64–75  | 86–79  | 52–66 | 74–69  |
| Covirán Granada                | 83–60  | 77–76 | —       | 84–77 | 80–83 | 89–75 | 63–70  | 73–67  | 62–63 | 77–70  |
| HLA Alicante                   | 74–62  | 79–76 | 67–70   | —     | 82–65 | 84–50 | 96–89  | 81–105 | 81–87 | 82–77  |
| ICG Força Lleida               | 89–111 | 62–67 | 83–79   | 67–87 | —     | 67–63 | 91–78  | 78–55  | 72–74 | 81–65  |
| Levitec Huesca                 | 90–84  | 71–83 | 71–78   | 76–64 | 87–86 | —     | 66–73  | 69–82  | 69–76 | 63–53  |
| Palmer Alma Mediterránea Palma | 78–81  | 73–97 | 66–69   | 80–69 | 82–71 | 68–61 | —      | 77–72  | 73–79 | 100–99 |
| Real Murcia Baloncesto         | 93–87  | 65–63 | 68–80   | 65–71 | 57–66 | 68–65 | 63–68  | —      | 58–86 | 76–67  |
| TAU Castelló                   | 82–84  | 87–72 | 105–100 | 62–85 | 65–74 | 91–69 | 83–101 | 88–83  | —     | 92–63  |
| ZTE Real Canoe N.C.            | 73–77  | 79–87 | 68–94   | 79–75 | 68–93 | 75–84 | 91–83  | 69–64  | 67–77 | —      |

## Segunda fase
Los 5 primeros clasificados de cada uno de los Grupos A y B se integraron en el Grupo de Clasificación y el resto, los 9 equipos restantes, se integraron en el Grupo por la Permanencia. En cada uno de estos nuevos grupos, clasificación y permanencia, se disputó una Liga Regular siendo computables los resultados jugados entre ellos durante la Primera Fase.

### Grupo de Clasificación
Los siete primeros accedieron a las eliminatorias de cuartos de final que se disputaron al mejor de tres encuentros.

#### Clasificación
| Pos. | Equipo                             | PJ | G  | P  | PF   | PC   | DP   | Pts | Clasificación             |
| ---- | ---------------------------------- | -- | -- | -- | ---- | ---- | ---- | --- | ------------------------- |
| 1    | Covirán Granada (Q)                | 18 | 13 | 5  | 1410 | 1347 | +63  | 31  | Clasifican a los Playoffs |
| 2    | Río Breogán (Q)                    | 18 | 13 | 5  | 1420 | 1341 | +79  | 31  | Clasifican a los Playoffs |
| 3    | TAU Castelló (Q)                   | 18 | 12 | 6  | 1461 | 1408 | +53  | 30  | Clasifican a los Playoffs |
| 4    | Leyma Coruña (Q)                   | 18 | 12 | 6  | 1348 | 1306 | +42  | 30  | Clasifican a los Playoffs |
| 5    | Liberbank Oviedo (Q)               | 18 | 9  | 9  | 1409 | 1420 | −11  | 27  | Clasifican a los Playoffs |
| 6    | HLA Alicante (Q)                   | 18 | 9  | 9  | 1437 | 1371 | +66  | 27  | Clasifican a los Playoffs |
| 7    | Palmer Alma Mediterránea Palma (Q) | 18 | 8  | 10 | 1372 | 1450 | −78  | 26  | Clasifican a los Playoffs |
| 8    | Clínica Sur-Aspasia RVB            | 18 | 7  | 11 | 1449 | 1475 | −26  | 25  |                           |
| 9    | Destino Palencia                   | 18 | 4  | 14 | 1277 | 1362 | −85  | 22  |                           |
| 10   | CB Almansa con Afanion             | 18 | 3  | 15 | 1370 | 1473 | −103 | 21  |                           |

 Fuente: FEB

#### Resultados
| Local \ Visitante              | BRE   | CAS   | GRA     | COR   | PLM    | ALI   | VLL    | OVI    | PAL   | ALM   |
| ------------------------------ | ----- | ----- | ------- | ----- | ------ | ----- | ------ | ------ | ----- | ----- |
| Río Breogán                    | —     | 77–75 | 85–78   | 68–72 | 97–66  | 82–85 | 87–82  | 80–66  | 84–76 | 85–81 |
| TAU Castelló                   | 86–70 | —     | 105–100 | 77–78 | 83–101 | 62–85 | 87–79  | 85–62  | 87–76 | 87–72 |
| Covirán Granada                | 97–80 | 62–63 | —       | 74–65 | 63–70  | 84–77 | 90–85  | 72–68  | 77–59 | 77–76 |
| Leyma Coruña                   | 60–68 | 90–92 | 82–66   | —     | 94–76  | 71–64 | 67–80  | 62–60  | 66–64 | 89–73 |
| Palmer Alma Mediterránea Palma | 74–76 | 73–79 | 66–69   | 65–75 | —      | 80–69 | 98–81  | 80–77  | 69–67 | 73–97 |
| HLA Alicante                   | 76–66 | 81–87 | 67–70   | 85–60 | 96–89  | —     | 108–69 | 84–85  | 84–73 | 79–76 |
| Clínica Sur-Aspasia RVB        | 70–80 | 83–88 | 86–87   | 67–78 | 85–73  | 85–70 | —      | 102–84 | 73–66 | 86–79 |
| Liberbank Oviedo Baloncesto    | 64–78 | 91–77 | 78–83   | 88–83 | 105–67 | 63–62 | 83–78  | —      | 78–79 | 92–87 |
| Destino Palencia               | 65–76 | 76–75 | 71–72   | 66–76 | 73–77  | 76–66 | 72–67  | 78–81  | —     | 62–72 |
| CB Almansa con Afanion         | 68–81 | 52–66 | 64–89   | 73–80 | 64–75  | 93–99 | 78–91  | 83–84  | 82–78 | —     |

### Grupo por la Permanencia
El primero de este grupo consiguió plaza para disputar las eliminatorias de cuartos de final que se disputaron al mejor de tres encuentros. Los cuatro últimos equipos descendieron automáticamente de categoría.

#### Clasificación
| Pos. | Equipo                             | PJ | G  | P  | PF   | PC   | DP   | Pts | Clasificación o descenso  |
| ---- | ---------------------------------- | -- | -- | -- | ---- | ---- | ---- | --- | ------------------------- |
| 1    | Real Murcia (Q)                    | 16 | 10 | 6  | 1187 | 1135 | +52  | 26  | Clasifica a los Playoffs  |
| 2    | Cáceres Patrimonio de la Humanidad | 16 | 10 | 6  | 1224 | 1195 | +29  | 26  |                           |
| 3    | Levitec Huesca                     | 16 | 9  | 7  | 1252 | 1189 | +63  | 25  |                           |
| 4    | Bàsquet Girona                     | 16 | 9  | 7  | 1301 | 1197 | +104 | 25  |                           |
| 5    | Melilla Sport Capital              | 16 | 9  | 7  | 1266 | 1266 | 0    | 25  |                           |
| 6    | Ibereólica Renovables Ourense (R)  | 16 | 9  | 7  | 1215 | 1236 | −21  | 25  | Descienden a la LEB Plata |
| 7    | ICG Força Lleida (R)               | 16 | 8  | 8  | 1251 | 1230 | +21  | 24  | Descienden a la LEB Plata |
| 8    | Tizona Universidad de Burgos (R)   | 16 | 5  | 11 | 1267 | 1356 | −89  | 21  | Descienden a la LEB Plata |
| 9    | ZTE Real Canoe NC (R)              | 16 | 3  | 13 | 1158 | 1317 | −159 | 19  | Descienden a la LEB Plata |

 Fuente: FEB

#### Resultados
| Local \ Visitante         | GIR    | LLE   | MUR   | HUE   | CAC   | OUR    | MEL   | CAN     | TIZ    |
| ------------------------- | ------ | ----- | ----- | ----- | ----- | ------ | ----- | ------- | ------ |
| Bàsquet Girona            | —      | 86–70 | 75–63 | 67–50 | 74–75 | 89–77  | 77–63 | 87–62   | 93–73  |
| ICG Força Lleida          | 89–111 | —     | 78–55 | 67–63 | 72–70 | 74–76  | 95–81 | 81–65   | 91–77  |
| Real Murcia Baloncesto    | 93–87  | 57–66 | —     | 68–65 | 80–64 | 81–69  | 65–68 | 76–67   | 102–71 |
| Levitec Huesca            | 90–84  | 87–86 | 69–82 | —     | 80–73 | 103–64 | 81–70 | 63–53   | 87–76  |
| Cáceres Patrim. Humanidad | 73–61  | 88–70 | 74–68 | 92–86 | —     | 75–66  | 82–80 | 81–80   | 89–77  |
| Ibereólica Renov. Ourense | 73–71  | 88–77 | 77–78 | 65–91 | 73–67 | —      | 70–66 | 88–74   | 89–70  |
| Melilla Sport Capital     | 95–93  | 67–61 | 61–67 | 85–78 | 74–75 | 81–70  | —     | 113–106 | 93–88  |
| ZTE Real Canoe N.C.       | 73–77  | 68–93 | 69–64 | 75–84 | 73–70 | 70–90  | 70–79 | —       | 90–82  |
| Tizona Universidad Burgos | 78–69  | 91–81 | 75–88 | 82–75 | 81–76 | 69–80  | 88–90 | 89–63   | —      |

## Playoffs
Se jugaron al mejor de tres encuentros, disputándose el primero de ellos en terreno de juego del equipo mejor clasificado, el segundo en terreno de juego del peor clasificado y el tercer encuentro, caso empate a victorias en los dos encuentros precedentes, se disputó en terreno de juego del mejor clasificado. Los cuartos de final se disputaron entre el 21 y el 29 de mayo, las semifinales entre el 2 y el 9 de junio y la eliminatoria final, cuyo vencedor se adjudicó la única plaza de ascenso a la Liga ACB, entre el 12 y el 20 de junio.
|  | Cuartos de final | Cuartos de final       | Cuartos de final | Cuartos de final | Cuartos de final |    |     | Semifinales     | Semifinales | Semifinales | Semifinales | Semifinales |     |                 | Final | Final | Final | Final | Final |  |
|  |                  |                        |                  |                  |                  |    |     |                 |             |             |             |             |     |                 |       |       |       |       |       |  |
|  |                  |                        |                  |                  |                  |    |     |                 |             |             |             |             |     |                 |       |       |       |       |       |  |
|  | C–1              | Covirán Granada        | 73               | 62               | 101              |    |     |                 |             |             |             |             |     |                 |       |       |       |       |       |  |
|  | C–1              | Covirán Granada        | 73               | 62               | 101              |    |     |                 |             |             |             |             |     |                 |       |       |       |       |       |  |
|  | P–1              | Real Murcia            | 69               | 69               | 95               |    |     |                 |             |             |             |             |     |                 |       |       |       |       |       |  |
|  | P–1              | Real Murcia            | 69               | 69               | 95               |    | C–1 | Covirán Granada | 67          | 85          | 72          |             |     |                 |       |       |       |       |       |  |
|  |                  |                        |                  |                  |                  |    | C–1 | Covirán Granada | 67          | 85          | 72          |             |     |                 |       |       |       |       |       |  |
|  |                  |                        | C–4              | Leyma Coruña     | 77               | 82 | 68  |                 |             |             |             |             |     |                 |       |       |       |       |       |  |
|  | C–4              | Leyma Coruña           | C–4              | Leyma Coruña     | 77               | 82 | 68  | 74              | 70          |             |             |             |     |                 |       |       |       |       |       |  |
|  | C–4              | Leyma Coruña           |                  |                  |                  |    |     |                 |             |             |             |             |     |                 |       |       |       |       |       |  |
|  | C–5              | Liberbank Oviedo       | 66               | 69               |                  |    |     |                 |             |             |             |             |     |                 |       |       |       |       |       |  |
|  | C–5              | Liberbank Oviedo       | 66               | 69               |                  |    |     |                 |             |             |             |             | C–1 | Covirán Granada | 67    | 78    | 57    |       |       |  |
|  |                  |                        |                  |                  |                  |    |     |                 |             |             |             |             | C–1 | Covirán Granada | 67    | 78    | 57    |       |       |  |
|  |                  |                        | C–2              | Río Breogán      | 53               | 81 | 83  |                 |             |             |             |             |     |                 |       |       |       |       |       |  |
|  | C–2              | Río Breogán            | C–2              | Río Breogán      | 53               | 81 | 83  | 87              | 81          | 80          |             |             |     |                 |       |       |       |       |       |  |
|  | C–2              | Río Breogán            |                  |                  |                  |    |     |                 |             | 80          |             |             |     |                 |       |       |       |       |       |  |
|  | C–7              | Palmer Alma Med. Palma | 72               | 88               | 68               |    |     |                 |             |             |             |             |     |                 |       |       |       |       |       |  |
|  | C–7              | Palmer Alma Med. Palma | 72               | 88               | 68               |    | C–2 | Río Breogán     | 88          | 66          | 87          |             |     |                 |       |       |       |       |       |  |
|  |                  |                        |                  |                  |                  |    | C–2 | Río Breogán     | 88          | 66          | 87          |             |     |                 |       |       |       |       |       |  |
|  |                  |                        | C–6              | HLA Alicante     | 87               | 77 | 77  |                 |             |             |             |             |     |                 |       |       |       |       |       |  |
|  | C–3              | TAU Castelló           | C–6              | HLA Alicante     | 87               | 77 | 77  | 78              | 66          | 70          |             |             |     |                 |       |       |       |       |       |  |
|  | C–3              | TAU Castelló           |                  |                  |                  |    |     |                 |             | 70          |             |             |     |                 |       |       |       |       |       |  |
|  | C–6              | HLA Alicante           | 70               | 71               | 78               |    |     |                 |             |             |             |             |     |                 |       |       |       |       |       |  |
|  | C–6              | HLA Alicante           | 70               | 71               | 78               |    |     |                 |             |             |             |             |     |                 |       |       |       |       |       |  |
|  |                  |                        |                  |                  |                  |    |     |                 |             |             |             |             |     |                 |       |       |       |       |       |  |

Fuente: FEB

## Copa Princesa de Asturias
La Copa Princesa de Asturias se disputó a partido único en Lugo el 22 de enero de 2021. Participaron los equipos clasificados en el primer puesto de cada uno de los grupos (A y B) al término de la primera vuelta (9.ª jornada) de la Primera Fase de la Liga Regular. Para esta temporada la FEB determinó que la sede del evento sería la ciudad del primer equipo clasificado del Grupo A.
Si el equipo vencedor de la Copa Princesa de Asturias, Río Breogán, hubiese finalizado en tercer o cuarto lugar del Grupo de Clasificación, tendría asegurado el segundo puesto en las eliminatorias de cuartos de final.

### Equipos clasificados
| Pos. | Grp | Equipo       | PJ | G | P | PF  | PC  | DP   | Pts |
| ---- | --- | ------------ | -- | - | - | --- | --- | ---- | --- |
| 1    | A   | Río Breogán  | 8  | 7 | 1 | 621 | 532 | +89  | 15  |
| 1    | B   | HLA Alicante | 9  | 8 | 1 | 749 | 648 | +101 | 17  |

 Fuente: FEB

### Final
| 22 de enero de 2021 | Río Breogán                                                                       | 85–74                                              | HLA Alicante                                                       | Lugo |  |
| 19:30               | Parciales: 24-18, 15-15, 15-22, 15-14 (T.E.: 16-5)                                | Parciales: 24-18, 15-15, 15-22, 15-14 (T.E.: 16-5) | Parciales: 24-18, 15-15, 15-22, 15-14 (T.E.: 16-5)                 | |  |
|                     | Estadísticas M. Kačinas 20 I. Cruz-Uceda 7 A. Sollazzo 3 M. Kačinas 25 (MVP/Val.) | Reporte Pts Reb Asts Otros                         | Estadísticas 13 J. Bergstedt, T. Urtasun 9 C. Ortega 3 P. Llompart | Pabellón: Pazo dos Deportes Asistencia: 250 espectadores Árbitros: José Francisco Zafra Guerra, Guillermo Ríos Marcos, Eric Carrera Rosdevall |  |